# 人見周助
人見 周助（ひとみ しゅうすけ、安永7年（1778年）9月 - 天保15年2月5日（1844年3月23日））は、江戸の町奉行所の同心。川柳の点者でもあり、柄井川柳の4世を継いた。眠亭、柳恩庵、風梳庵、賤丸（せんがん、しずまる）などの別号がある。

## 略歴

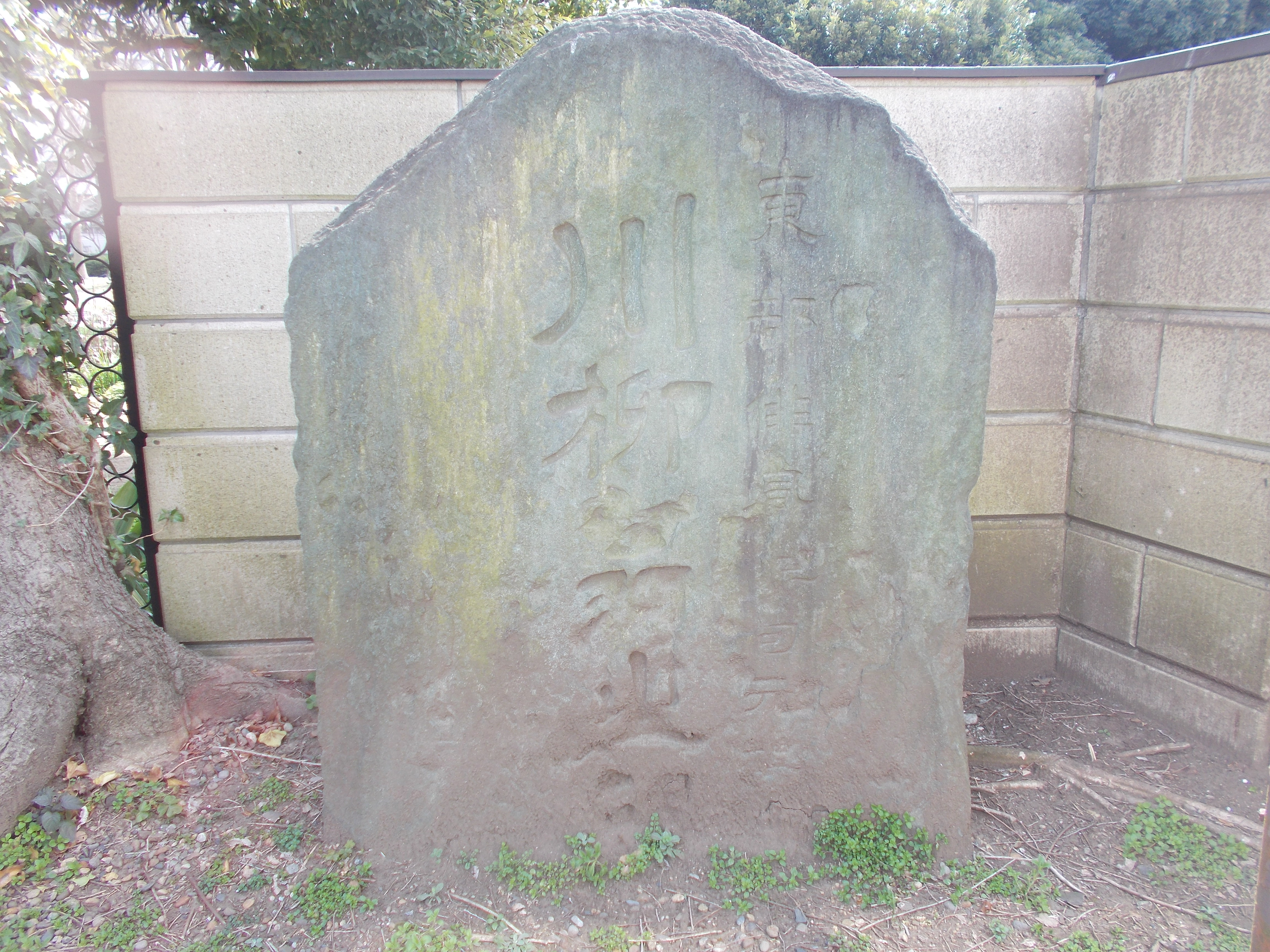
木母寺（東京都墨田区向島）にある川柳翁之碑

安永7年9月に江戸に生まれる。家禄は30俵2人扶持で、江戸南町奉行筒井政憲の2番組与力配下で、物書同心を文政4年（1821年）1月から天保12年（1841年）4月まで務めた。
当初は大塚に住んで、文日堂礫川の折句連にいたが、文日堂が前句に復帰したのに伴い川柳二世の門に入り、賤丸（志津丸）と称した。
文化3年（1806年）の『誹風柳多留』35篇、2世川柳評に勝句8章を初見。文日堂推薦で評者となり、同8年（1811年）の58篇は賤丸独選で、十返舎一九が序を書いているが、この時の出題中に初めて「狂句」の語が見られる。
文政4年の『柳多留』74篇の序を書き、同6年（1823年）ごろから八丁堀中之橋にある自宅で月例会を催した。同7年（1824年）、3世川柳が短期で引退したため空位になった川柳号の4世を継いだ。この時、前号を譲り二世賤丸となった者は、翌8年（1825年）に死去している。
文政9年（1826年）8月28日、向島の木母寺境内に「東都俳風狂句元祖 川柳翁之碑」を建立し、末広会を催している。
天保3年（1832年）、55歳の時に香蝶楼国貞が描いた肖像に「東都俳風狂句元祖 五十五叟 四世川柳」と自署し、自らを「俳風狂句」の元祖と称した。
天保8年（1837年）、60歳の時に、7代目市川団十郎と横綱阿武松緑之助を左右に、自身を行司に見立てた三人立ちの絵姿を歌川国貞に描かせ、蒔絵の盃を作らせようとしたが、北町奉行の大草高好に論戒され、狂句評者を退いた。川柳号を鯹斎佃に譲り、柳翁と称したが、これは実質的な廃業で、点者を務めた期間は14年間となった。
天保15年（1844年）2月5日、死去。享年67。法名は崇徳院仁興普山居士。
赤坂の法安寺に葬られたが、明治23年（1890年）4月、三田にある薬王寺に改葬された。
辞世の句は
昭和3年には高木角恋坊が地蔵形式の墓碑を建立した。この墓碑は、白金にある最上寺の無縁墓地の一角に遺されている。

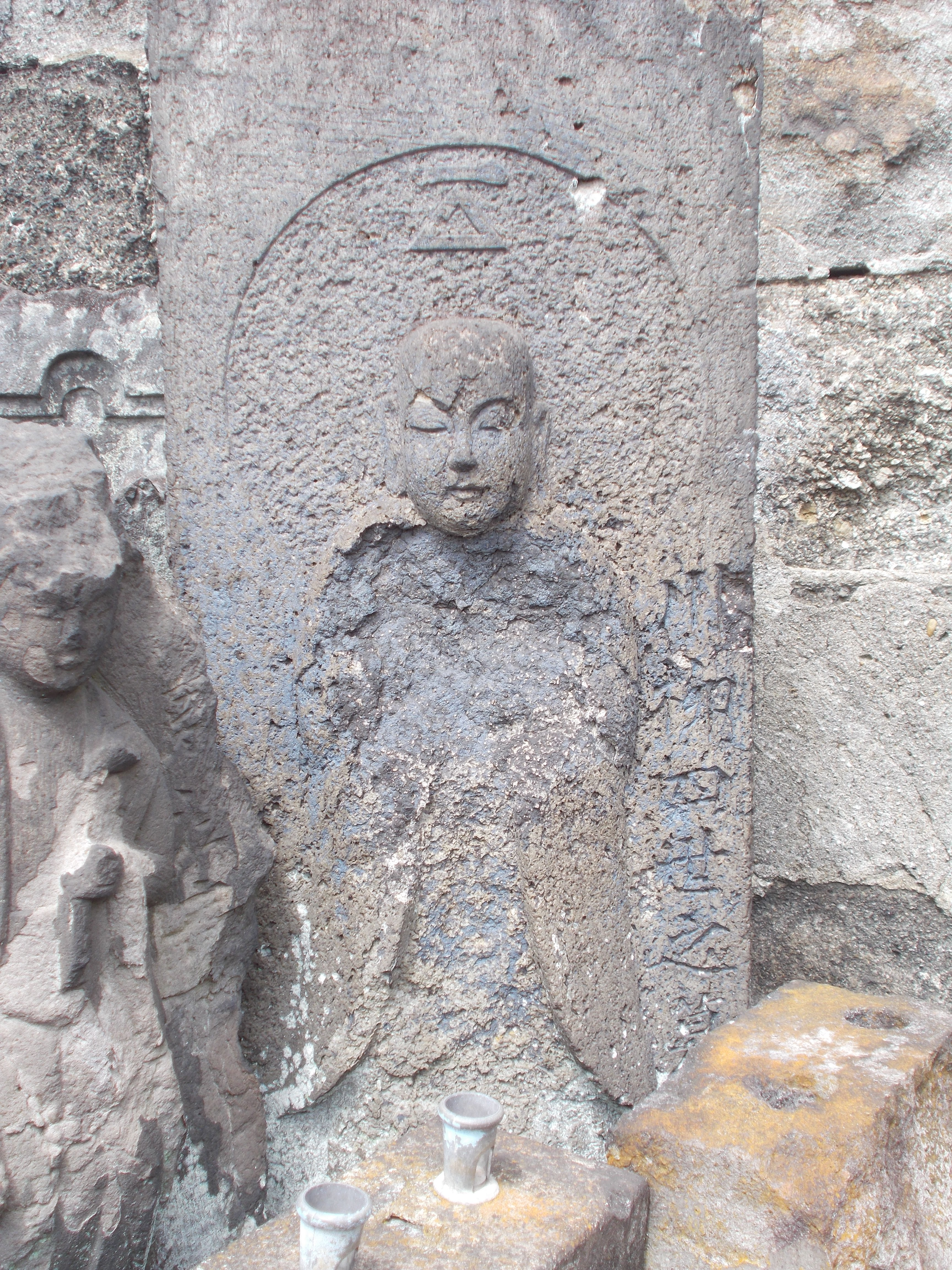
最上寺（東京都品川区）にある川柳四世之墓

## 業績
4代目川柳としての業績として、これまでは前句附という文芸様式の名はあっても、その形式から生まれる句体には定まった名が無く、恣意的に呼ばれていたものに「俳風狂句」の呼称を与えたことが挙げられる。
また、 松浦静山をはじめとした大名や旗本、狂歌堂、六樹園、柳亭種彦、葛飾北斎、市川三升、市村羽左衛門、船遊亭扇橋、都々一坊扇歌といった、当時世間に知られた人々を後援者や傘下にして黄金期を現出し、川柳を一句立て文芸にする基をひらいた。
その一方で、文芸精神の喪失と内容的な空疎化をもたらしたとして、功罪相半ばすると評されている。